# Koromo
Ne pas confondre avec l'ancien nom de la ville japonaise de Toyota.
Koromo est une commune rurale du Mali de l'arrondissement de Bongosso, dans le cercle de Kouniana et la région de Koutiala. Elle a pour chef-lieu la localité de Bongosso.

## Villages
La commune s'étend sur 5 localités relevées lors du recensement général de 2009. 
Les villages les plus peuplés sont :
- Bongosso (3 320 habitants)
- Wara (2 640 habitants)
- Mougouyirani (1 643 habitants)

En 2023, la loi 2023-007 attribue à la commune 5 villages, fractions ou quartiers  :
- Bongosso
- Wara
- Mougouyirani
- Kokotana
- Kanié